# Kolozsváry József
Kolozsváry József (Berekeresztúr, 1904. május 9. – Berekeresztúr, 1944. január 21.) magyar író.

## Életútja
Tanulmányait Marosvásárhelyen a kereskedelmi középiskolában végezte (1923). Az Ellenzék kiadóhivatali tisztviselője, majd a bekecsaljai református egyházmegye esperesi hivatalának titkára. Elbeszéléseit, novelláit, színdarabjait 1929-től erdélyi lapok közölték, a Harangszó, Új Cimbora munkatársa. Írásaiban, például Földszagú rózsák című kötetében (Torda, 1931) a paraszti sors nehézségeit ábrázolta s oldotta fel humoros fordulatokkal. Szerepelt az Új utakon című antológiában (Budapest, 1932). Könyv alakban is megjelent Jön a Mikulás című színdarabja (Marosvásárhely, 1934).
A magyar nyelvű szépirodalmat terjesztette a kisebbségi sorsba került magyarság körében.